# 斯维亚托希尔斯克市镇
斯维亚托希尔斯克市级市镇（烏克蘭語：Святогірська міська громада）是乌克兰顿涅茨克州克拉马托尔斯克区的一个市镇，行政中心为斯維亞托希爾斯克。市镇面积为375.7平方公里，人口数量为8,903人（2020年）。

## 聚居点
该市镇包括一个城市（斯維亞托希爾斯克）和12个村庄。部分村庄如下：
- 博霍羅迪奇內
- 馬亞基